# Nova Canaã Paulista (kommun)
Nova Canaã Paulista är en kommun i Brasilien.   Den ligger i delstaten São Paulo, i den södra delen av landet, 600 km sydväst om huvudstaden Brasília. Antalet invånare är 2 114.
Följande samhällen finns i Nova Canaã Paulista:
- Nova Canaã Paulista

Omgivningarna runt Nova Canaã Paulista är huvudsakligen savann. Runt Nova Canaã Paulista är det ganska glesbefolkat, med 27 invånare per kvadratkilometer.